# Blanca Marcos
Blanca Marcos Benito (Salamanca, 12 de mayo de 1986) es una jugadora de baloncesto femenino que juega de escolta, ha sido internacional sub-21 con España, y pertenece al Mann-Filter Stadium Casablanca.

## Carrera
Debutó en el Halcón Viajes tras haber comenzado a jugar a los nueve años en el equipo de su colegio, "Las Esclavas", en su ciudad natal, Salamanca, de la mano del técnico Jorge Díaz.
Tras su paso por diferentes selecciones de categoría autonómica, y las categorías inferiores de la Selección Nacional, Blanca Marcos debutó en la temporada 2002 en Liga Femenina, en el Perfumerías Avenida, primer equipo del Club Halcón Viajes, al que pertenecía hasta ese momento.
En la temporada 2004/2005, la escolta salmantina firmó un contrato con el Pefumerías Avenida por tres temporadas. Posteriormente renovó por una más. En junio de 2008 fichó por el Real Club Celta Baloncesto, denominado para esa temporada como "Celta Indepo".
En la temporada 2013/2014 ficha por el Mann-Filter Stadium Casablanca.

## Trayectoria
- Club Baloncesto Avenida (2002-2008)
- Real Club Celta Indepo (2008-2011)
- Basket Zaragoza (2011-2012)
- Ciudad de Burgos (2012-2013)
- Stadium Casablanca (2013-2014)

## Palmarés
- 2004: Medalla de Plata en el Europeo con la selección Junior.
- 2004/2005 Campeona de la Copa de la Reina
- 2005/2006 Subcampeona de la Supercopa, Campeona de Liga Femenina y Campeona de Copa de la Reina.
- 2006/2007 Subcampeona de la Supercopa, Subcampeona de Liga Femenina y Subcampeona de Copa de la Reina.
- 2007/2008 Subcammpeona de la Supercopa, Subcampeona de Liga Femenina.